# بات تود
بات تود (بالإنجليزية: Patrick Todd)‏ هو مجدف أمريكي، ولد في 14 نوفمبر 1979 في دانبري في الولايات المتحدة.

## وصلات خارجية
- بات تود على موقع الاتحاد الدولي للتجديف (الإنجليزية)
- بات تود على موقع اللجنة الأولمبية الدولية (الإنجليزية)
- بات تود على موقع أوليمبيديا (الإنجليزية)